# Primary (film)
Primary is een Amerikaanse documentaire uit 1960 geregisseerd door Robert Drew. De film volgt de voorverkiezingen van de Democratische Partij tussen John F. Kennedy en Hubert Humphrey. De film is populair omdat het de eerste documentaire was die makkelijk verplaatsbare camera's gebruikte, wat een nieuwe standaard voor het medium creëerde. De film werd in 1990 opgenomen in het National Film Registry.